# Mannophryne riveroi
Mannophryne riveroi är en groddjursart som först beskrevs av Roberto Donoso-Barros 1965.  Mannophryne riveroi ingår i släktet Mannophryne och familjen Aromobatidae. IUCN kategoriserar arten globalt som starkt hotad. Inga underarter finns listade i Catalogue of Life.